# Nwanneka Okwelogu
Nwanneka Okwelogu (ur. 15 maja 1995) – nigeryjska lekkoatletka specjalizująca się w pchnięciu kulą i rzucie dyskiem.
W 2014 wystartowała na mistrzostwach świata juniorów w Eugene (2014), jednakże bez większego sukcesu. W tym samym roku sięgnęła po srebrny medal mistrzostw Afryki w rzucie dyskiem. W 2016 zdobyła kolejne dwa krążki podczas kolejnej edycji czempionatu Afryki w Durbanie, a także zadebiutowała na igrzyskach olimpijskich w Rio de Janeiro, gdzie zajęła 29. miejsce w eliminacjach i nie awansowała do finału.
Wielokrotna złota medalistka mistrzostw Nigerii.
Rekordy życiowe: pchnięcie kulą (stadion) – 17,91 (28 maja 2016, Jacksonville); pchnięcie kulą (hala) – 17,66 (12 marca 2016, Birmingham); rzut dyskiem – 56,75 (24 czerwca 2016, Durban).

## Osiągnięcia
| Rok  | Impreza                     | Miejsce        | Konkurencja    | Lokata            | Wynik |
| ---- | --------------------------- | -------------- | -------------- | ----------------- | ----- |
| 2014 | Mistrzostwa świata juniorów | Eugene         | rzut dyskiem   | el. – 13. miejsce | 49,07 |
| 2014 | Mistrzostwa świata juniorów | Eugene         | pchnięcie kulą | 11. miejsce       | 14,77 |
| 2014 | Igrzyska Wspólnoty Narodów  | Glasgow        | pchnięcie kulą | 9. miejsce        | 15,13 |
| 2014 | Mistrzostwa Afryki          | Marrakesz      | rzut dyskiem   | 2. miejsce        | 51,66 |
| 2014 | Mistrzostwa Afryki          | Marrakesz      | pchnięcie kulą | 4. miejsce        | 15,14 |
| 2016 | Mistrzostwa Afryki          | Durban         | rzut dyskiem   | 1. miejsce        | 56,75 |
| 2016 | Mistrzostwa Afryki          | Durban         | pchnięcie kulą | 2. miejsce        | 17,07 |
| 2016 | Igrzyska olimpijskie        | Rio de Janeiro | pchnięcie kulą | el. – 29. miejsce | 16,67 |